# Himertosoma
Himertosoma is een geslacht van insecten uit de orde vliesvleugeligen (Hymenoptera) en de familie Ichneumonidae.

## Soorten
- H. aberrans (Tosquinet, 1896)
- H. acuticauda (Seyrig, 1932)
- H. alaotrum (Seyrig, 1932)
- H. ambaniandrum (Seyrig, 1932)
- H. ankovum (Seyrig, 1932)
- H. annulatum (Seyrig, 1934)
- H. antsirabicum (Seyrig, 1932)
- H. basilewskyi (Benoit, 1955)
- H. bebourense (Benoit, 1957)
- H. betrokanum (Seyrig, 1932)
- H. betsileum (Seyrig, 1932)
- H. betsimisarum (Seyrig, 1932)
- H. brincki (Benoit, 1959)
- H. coloratum (Seyrig, 1932)
- H. compressicauda (Seyrig, 1932)
- H. decoratum (Seyrig, 1932)
- H. densepunctatum (Benoit, 1956)
- H. flavoorbitale (Cameron, 1906)
- H. forticauda (Seyrig, 1934)
- H. humerale (Seyrig, 1935)
- H. imerinum (Seyrig, 1932)
- H. infantile (Seyrig, 1934)
- H. interruptum (Seyrig, 1934)
- H. isabelae (Rey del Castillo, 1990)
- H. juvenile (Seyrig, 1934)
- H. kivuense (Benoit, 1955)
- H. longicaudatum (Benoit, 1955)
- H. madecassum (Seyrig, 1932)
- H. magnificum (Seyrig, 1934)
- H. mandrakanum (Seyrig, 1932)
- H. marlieri (Benoit, 1955)
- H. pauliani (Benoit, 1955)
- H. philippense Chandra & Gupta, 1977
- H. pictum (Seyrig, 1932)
- H. pulchrum (Seyrig, 1932)
- H. recalcitrans (Benoit, 1956)
- H. retuliger (Benoit, 1959)
- H. rogezianum (Seyrig, 1932)
- H. rufinum (Seyrig, 1932)
- H. rufipes (Cameron, 1905)
- H. rufum (Szepligeti, 1908)
- H. rutshuruense (Benoit, 1955)
- H. schoutedeni (Benoit, 1954)
- H. senile (Seyrig, 1934)
- H. seyrigi Townes, 1970
- H. splendidum (Seyrig, 1934)
- H. stramineum (Morley, 1926)
- H. striatum (Seyrig, 1932)
- H. sulcatum (Szepligeti, 1908)
- H. superbum Schmiedeknecht, 1900
- H. tanosum (Seyrig, 1932)
- H. townesi Chandra & Gupta, 1977
- H. tsiavika (Seyrig, 1934)
- H. uchidai Kuslitzky, 2007
- H. vakinankaratrum (Seyrig, 1932)
- H. variegatum (Seyrig, 1932)
- H. vatondranganum (Seyrig, 1932)
- H. zairense (Benoit, 1955)